# Scymnus simulans
Scymnus simulans är en skalbaggsart som beskrevs av Gordon 1976. Scymnus simulans ingår i släktet Scymnus och familjen nyckelpigor. Inga underarter finns listade i Catalogue of Life.